# Gervane Kastaneer
Gervane Kastaneer (Rotterdam, 9 giugno 1996) è un calciatore olandese, attaccante del Persis Solo e della nazionale di Curaçao.

## Caratteristiche tecniche
È un'ala sinistra.

## Carriera

### Club
Cresciuto nelle giovanili del Dordrecht, ha esordito in prima squadra l'8 aprile 2013 in un match perso 3-0 contro il Cambuur.

### Nazionale
Ha giocato nelle nazionali giovanili olandesi Under-19, Under-20 ed Under-21.
Nel 2018 ha esordito nella nazionale di Curaçao.
Nel 2025 ha partecipato alla CONCACAF Gold Cup.

## Statistiche

### Presenze e reti nei club
Statistiche aggiornate al 26 luglio 2017.
| Stagione            | Squadra             | Campionato          | Campionato | Campionato | Coppe nazionali | Coppe nazionali | Coppe nazionali | Coppe continentali | Coppe continentali | Coppe continentali | Altre coppe | Altre coppe | Altre coppe | Totale | Totale |
| Stagione            | Squadra             | Comp                | Pres       | Reti       | Comp            | Pres            | Reti            | Comp               | Pres               | Reti               | Comp        | Pres        | Reti        | Pres   | Reti   |
| ------------------- | ------------------- | ------------------- | ---------- | ---------- | --------------- | --------------- | --------------- | ------------------ | ------------------ | ------------------ | ----------- | ----------- | ----------- | ------ | ------ |
| 2012-2013           | Dordrecht           | EED                 | 3          | 0          | CO+NAC          | 0+1             | 0               |                    | -                  | -                  |             | -           | -           | 4      | 0      |
| 2013-2014           | ADO Den Haag        | ERE                 | 0          | 0          | CO              | 0               | 0               |                    | -                  | -                  |             | -           | -           | 0      | 0      |
| 2014-2015           | ADO Den Haag        | ERE                 | 8          | 1          | CO              | 0               | 0               |                    | -                  | -                  |             | -           | -           | 8      | 1      |
| 2015-gen. 2016      | ADO Den Haag        | ERE                 | 5          | 0          | CO              | 1               | 0               |                    | -                  | -                  |             | -           | -           | 6      | 0      |
| gen.-giu. 2016      | Eindhoven           | EED                 | 14         | 4          | CO+NAC          | 0+2             | 0+1             |                    | -                  | -                  |             | -           | -           | 16     | 5      |
| 2016-2017           | ADO Den Haag        | ERE                 | 14         | 4          | CO              | 2               | 2               |                    | -                  | -                  |             | -           | -           | 16     | 6      |
| Totale ADO Den Haag | Totale ADO Den Haag | Totale ADO Den Haag | 27         | 5          |                 | 3               | 2               |                    | -                  | -                  |             | -           | -           | 30     | 7      |
| Totale carriera     | Totale carriera     | Totale carriera     | 44         | 9          |                 | 6               | 3               |                    | -                  | -                  |             | -           | -           | 50     | 12     |

## Palmarès

### Club

#### Competizioni nazionali
- Football League One: 1

Coventry City: 2019-2020
- Scottish Championship: 1

Hearts: 2020-2021
- Primera Federación: 1

Castellón: 2023-2024 (gruppo 2)